# Löwen (Adelsgeschlecht)

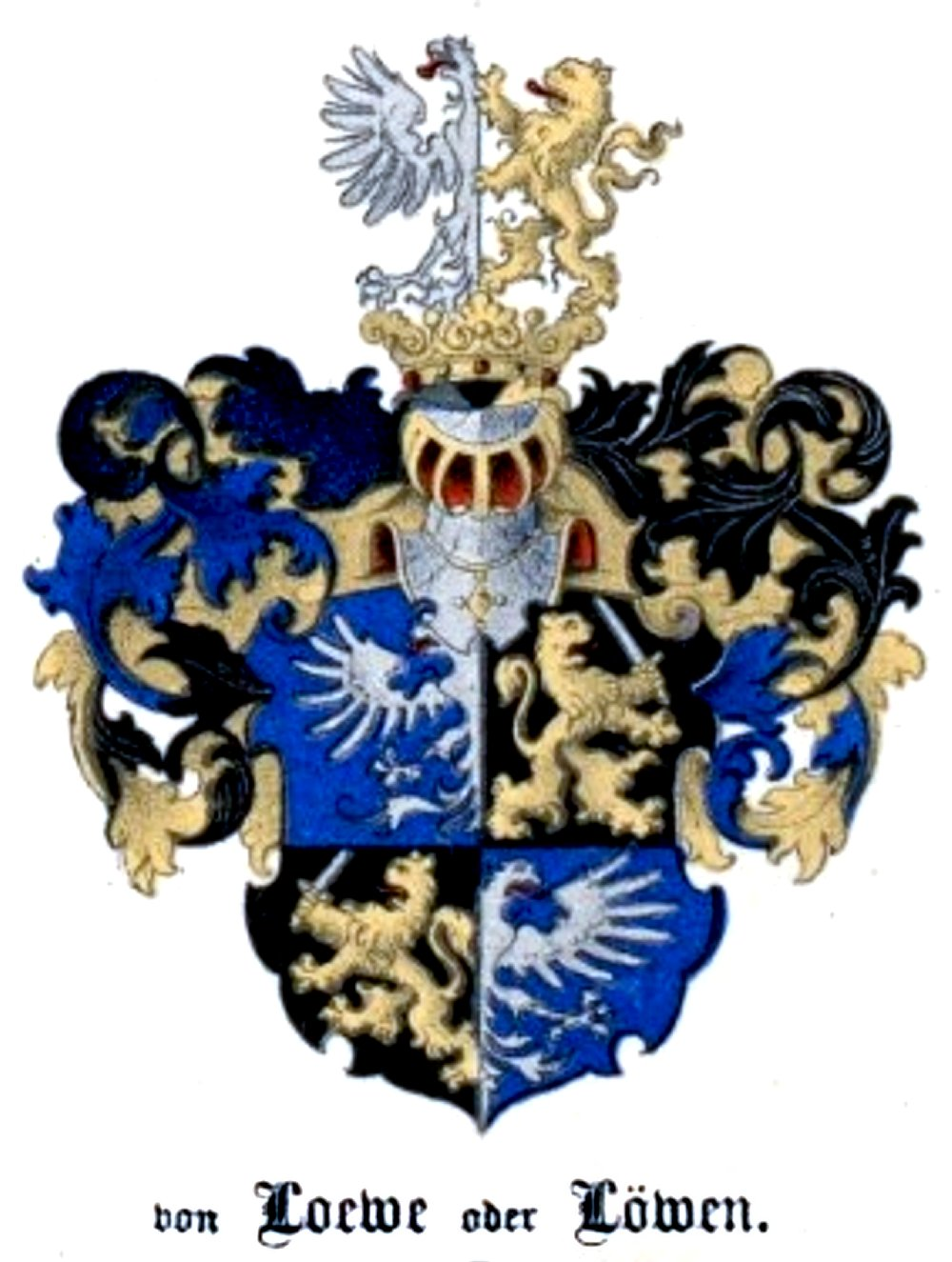
Wappen derer von Löwen (1649)

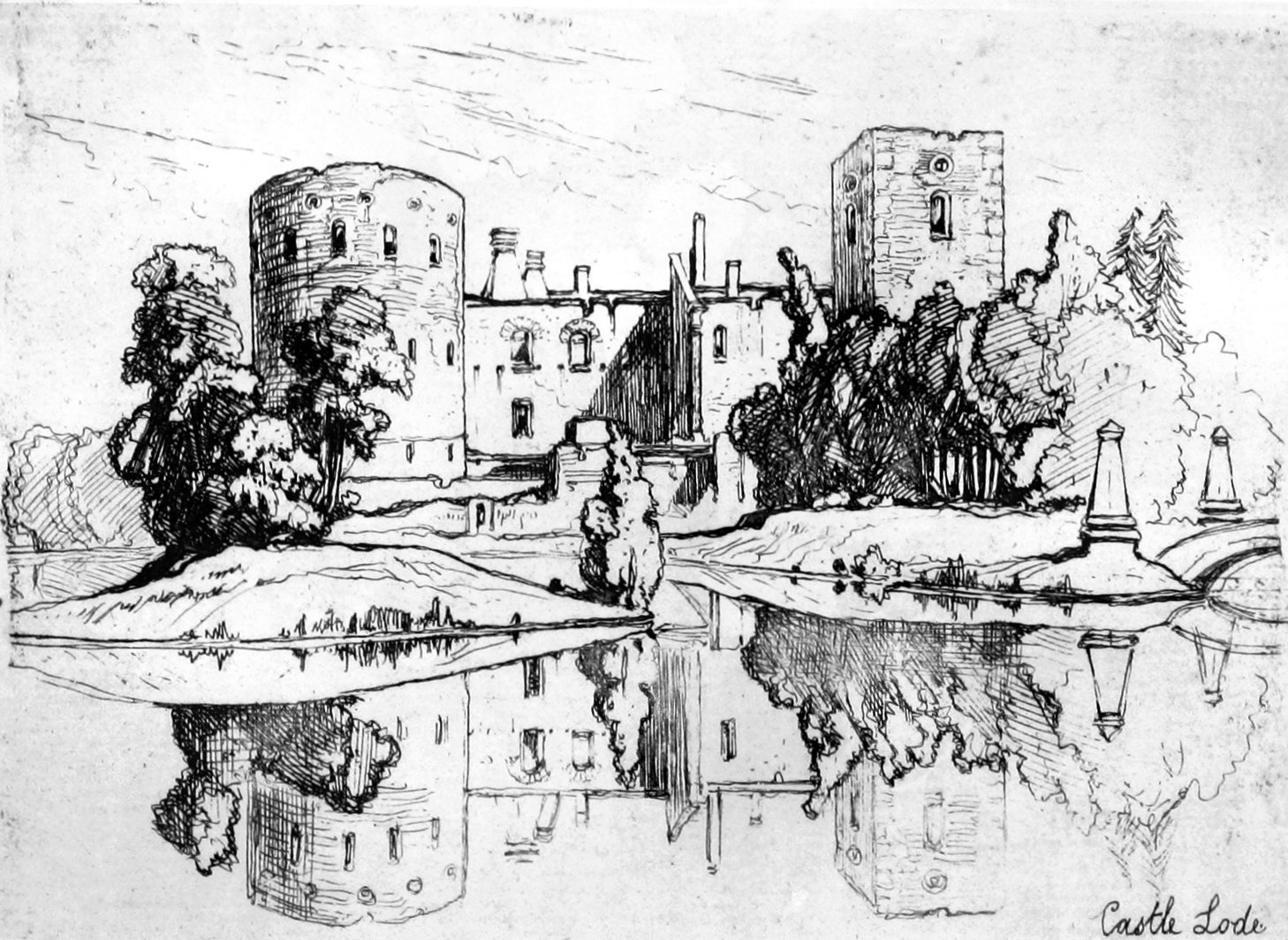
Schloss Lode (1842)

Loewe oder Löwen ist der Name eines estländisch-schwedischen Adelsgeschlechts.

## Geschichte
Die gesicherte Stammreihe des Geschlechts beginnt 1592 mit Gerhard Loewe zu Capell aus Jülich, der 1603 als Rittmeister der estländischen Adelsfahne königlich schwedischer Hauptmann auf Schloss Lode wurde. Seinem Sohn verlieh Königin Christina 1646 Schloss Lode mit Groß und Klein Goldenbeck, Reope und Waikna zu Eigentum. Die Familie wurde am 20. September 1649 in Schweden naturalisiert. 1723 erfolgte die Introduzierung bei der Adelsklasse der schwedischen Ritterschaft (Nr. 1739). Bei der Freiherrnklasse der schwedischen Ritterschaft wurde die Familie 1731 (Nr. 207), 1752 (Nr. 233) und 1776 (Nr. 276) eingeführt. Zwischenzeitlich, 1752 (Nr. 84) wurden die Löwen auch bei der Grafenklasse der schwedischen Ritterschaft introduziert. Die Immatrikulation bei der estländischen Ritterschaft erfolgte bereits am 10. Juni 1746. Im Jahre 1771 ging Schloss Lode und der angegliederte zusammenhänge Besitz verkäuflich und 1800 ist die estländische Linie im Mannesstamm erloschen, während in Schweden die freiherrlichen Linien Nr. 276 gegenwärtig fortbesteht.

## Wappen
Das Wappen (1649) ist geviert, die Felder 1 und 4 zeigen in Blau einen halben silbernen Adler am Spalt, 2 und 3 in Schwarz ein zum Schildrand gelehrten schwertschwingenden goldenen Löwen. Auf dem gekrönten Helm mit blau-goldenen und schwarz-goldenen Decken der Löwe den halben Adler haltend.

## Angehörige
- Friedrich von Löwen (1600–1669), schwedischer Generalleutnant
- Georg Johann von Löwen (1630–1681), schwedischer Oberstleutnant, estländischer Ritterschaftshauptmann und Landrat
- Gerhard Friedrich von Löwen († nach 1711), russischer Generalmajor
- Friedrich von Löwen (1654–1744), russischer Generalmajor, Gouverneur von Estland
- Karl Heinrich von Löwen, (1666–1741), schwedischer Admiral
- Axel von Löwen (1686–1772), schwedischer Freiherr und Ritter des Serafimer-Ordens und Generalgouverneur in Schwedisch-Vorpommern
- Gustav von Löwen (1690–1766), russischer Generalmajor, estländischer Ritterschaftshauptmann und Landrat
- Fabian Löwen (1699–1773), schwedischer Generalmajor
- Friedrich von Löwen (1725–1800), russischer Generalleutnant und landrat in Estland
- Axel von Löwen (1729–1802), schwedischer Generalleutnant
- Otto Wilhelm Löwen (1731–1796), schwedischer Generalmajor
- Fabian Löwen (1699–1773), schwedischer Generalmajor
- Gerhard Löwen (1868–1938), schwedischer Diplomat